# Coalició de Dones d'Irlanda del Nord
Coalició de Dones d'Irlanda del Nord (anglès Northern Ireland Women Coalition, NIWC) és un partit polític no sectari d'Irlanda del Nord, fundat el 1996 per la professora catòlica Monica McWilliams i la treballadora social protestant Pearl Sagar, per tal de presentar-se a les Eleccions per al Fòrum d'Irlanda del Nord de 1996, en resposta a l'Acord de Belfast. Ambdues foren escollides, i reclamaren que l'acord inclogués demanar educació integrada d'ambdues comunitats i rebuig a tota violència sectària.
A les eleccions generals d'Irlanda del Nord de 1998 obtingueren dos escons (Mc Williams i Jane Morrice), i Sagar es presenta a eleccions al Parlament del Regne Unit de 2001, però no fou escollida. No es van pronunciar sobre la unitat d'Irlanda o romandre en el Regne Unit, i van aplegar membres procedents de l'APNI, del SDLP i fins i tot del Partit Unionista de l'Ulster. Però a les eleccions generals d'Irlanda del Nord de 2003 van perdre els dos representants i a les locals de 2005 van perdre el conseller de North Down. Finalment, l'11 de maig de 2006 es va dissoldre.